# ソースロンダリング
ソースロンダリング（Source Laundering）とは、信憑性の薄い噂などを、あたかも真実であるかのように見せかけるために、社会的に信用のあるメディアや人物を介することで「情報源の洗浄」を図り、信憑性を高める手法である。資金洗浄（マネー・ローンダリング）をもじったもので、日本のブログであるIrregular Expressionのブロガーgoriの造語である。
元々はネット用語であるが、一部の書籍にも、この用語が使用されている。